# Vilis Lācis

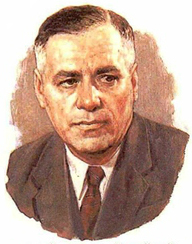
Zeichnung von Vilis Lācis (1983)

Vilis Lācis (* 29. Apriljul. / 12. Mai 1904greg. in Rīnūži (jetzt Vecmīlgrāvis)
bei Riga; † 6. Februar 1966 in Riga) war ein lettischer Schriftsteller und Politiker der Sowjetzeit.

## Leben
Lācis wurde in eine Familie der Arbeiterklasse geboren. Er arbeitete zunächst als Hafenarbeiter in Riga und schrieb nur in seiner Freizeit. 1933 veröffentlichte er den Roman Zvejnieka dēls (dt.: Der Fischersohn. Aus dem Russischen von Otto Braun. Verlag Volk und Welt, Berlin 1955), der ihn zu einem der bekanntesten und meistverkauften Schriftsteller der 1930er Jahre in Lettland machte. Seine Romane fanden nicht immer die Zustimmung intellektueller Kritiker, trafen aber den Geschmack der Massen und wurden – und werden noch immer – in weiten Kreisen der Bevölkerung gelesen. Die letzten Ausgaben von Zvejnieka dēls sind 1996, 2002 und 2020 erschienen.
Während dieser Zeit unterhielt Lācis Kontakte mit der im Untergrund operierenden kommunistischen Partei Lettlands, die seit 1920 verboten worden war. Wegen dieser Kontakte wurde er zeitweise von lettischen Geheimdiensten überwacht. Als Lācis jedoch als Schriftsteller immer erfolgreicher wurde und zu einem der Lieblingsautoren des Staatschefs Kārlis Ulmanis wurde, ordnete dieser persönlich die Vernichtung der Akten an. Lācis schrieb Leitartikel, in denen er die Regierung Ulmanis unterstützte, obwohl er im Geheimen immer noch den Kommunisten nahestand, und wurde dafür vom Staat großzügig alimentiert. Unter anderem entstand so eine teure Verfilmung von Zvejnieka dēls.
Lācis’ Verbindungen zu den Kommunisten wurden nach der Okkupation Lettlands durch die Sowjetunion offenbar: Von 1940 bis 1959 bekleidete er hohe politische Posten in der Lettischen SSR. Insbesondere als Innenminister des sowjetisch okkupierten Lettland (1940), aber auch als Vorsitzender des Rates der Volkskommissare der LSSR (1940–1946, während der NS-Okkupation auf russischem Territorium) sowie als Vorsitzender des Ministerrats der LSSR (1946–1959) war er mitverantwortlich für die stalinistischen Verbrechen gegen die Menschlichkeit und unterzeichnete Befehle zur Verhaftung und Deportation von mehr als 40.000 Personen. Von 1954 bis 1958 war Lācis außerdem Vorsitzender des Nationalitätensowjets des Obersten Sowjets der UdSSR.
Lācis’ Bücher wurden in mehr als fünfzig Sprachen übersetzt, wobei die russischen Übersetzungen die höchsten Auflagen erzielten. Bis heute wurde kein anderer lettischer Schriftsteller häufiger übersetzt.